# Томас Ґарднер
Томас Ґарднер (англ. Thomas Gardner; 1724 — 3 липня 1775) — американський політик і військовий.

## Молоді роки
Ґарднер народився в Кембриджі, провінція Массачусетс-Бей. Його батьком був Томас Ґарднер (старший) родом з Роксбері. У 1755 він одружився з Джоанною Спаргок, яка походила з однієї з родин, причетних до заснування Брайтона.

## Кар'єра
Ґарднер, політичний діяч з Массачусетса в роки Американської революції і Війни за незалежність США, був на вістрі опозиції та жорсткого опору до рішень британського короля Джорджа 3-го опісля подій Бостонського чаювання. Його обрали представником Кембридж (Массачусетс) в законодавчій конвенції Мідлесексу, скликаної для забезпечення громадської безпеки, а також 1-го і 2-го провінційних конгресів. У травні 1775 був обраний до Революційної ради безпеки.
Навесні 1775 року його призначено полковником 25-го континентального полку, організованого значною мірою на його власні кошти. Швидкий підйом Ґарднера по щаблях ієрархії різко урвався після смертельного поранення у Битві за Банкер-Гілл у червні 1775.

## Смерть
На день своєї смерті 3 липня 1775 Ґарднер був другим за рангом американським військовим, полеглим у цьому бою. Його похорон відбувся в присутності генерала Джорджа Вашинґтона.
Ім'я Ґарднера носять вулиця в Бостоні, Массачусетс, Школа пілотів Ґарднера, а також місто Ґарднер у Массачусетсі.